# Bloomfield: A Retrospective
Bloomfield: A Retrospective è un album-raccolta di Mike Bloomfield, pubblicato dalla Columbia Records nel 1983.

## Tracce
Lato A
1. I've Got My Mojo Working – 2:30 – (Mike Bloomfield)
2. Interview Segment – 0:45 – (Mike Bloomfield)
3. Newport Folk Festival Introduction – 1:05 – (Peter Yarrow)
4. Born in Chicago – 4:00 – (Paul Butterfield Blues Band)
5. Texas – 4:48 – (Electric Flag)
6. Interview Segment – 1:45 – (Mike Bloomfield)
7. Groovin' Easy – 3:00 – (Electric Flag)

Lato B
1. Killing Floor – 4:11 – (Electric Flag)
2. You Don't Realize – 4:48 – (Electric Flag)
3. Wine – 3:15 – (Electric Flag)
4. Interview Segment – 0:44 – (Mike Bloomfield)
5. Albert's Shuffle – 6:43 – (Mike Bloomfield and Al Kooper)

Lato C
1. Stop – 4:13 – (Mike Bloomfield and Al Kooper)
2. I Wonder Who – 6:06 – (Mike Bloomfield and Al Kooper)
3. Interview Segment – 0:21 – (Mike Bloomfield)
4. You're Killing My Love – 5:09 – (Nick Gravenites)
5. Goofers – 1:48 – (Mike Bloomfield)

Lato D
1. It Hurts Me Too – 3:45 – (Mike Bloomfield, John P. Hammond and Dr. John)
2. Relaxin' Blues : Blues for Jimmy Yancey, Sunnyland Slim and Otis Spann – 5:40 – (Mike Bloomfield)
3. Woodyard Street – 3:07 – (Mike Bloomfield)
4. Midnight on My Radio – 2:54 – (Mike Bloomfield)
5. Why Lord Why? – 2:46 – (Mike Bloomfield)
6. Easy Rider – 0:51 – (Mike Bloomfield)

## Musicisti
Brano A1
- Mike Bloomfield - chitarra, voce
- Mike Johnson - chitarra
- Charlie Musselwhite - armonica
- Sid Warner - basso
- Norman Mayell - batteria

Brano A4
- Mike Bloomfield - chitarra
- Paul Butterfield - armonica, voce
- Elvin Bishop - chitarra
- Jerome Arnold - basso
- Sam Lay - batteria
- Bruce Langhorne - tamburello

Brano A5
- Mike Bloomfield - chitarra
- Barry Goldberg - tastiere
- Marcus Doubleday - tromba
- Herbie Rich - sassofono tenore
- Peter Strazza - sassofono tenore
- Harvey Brooks - basso
- Buddy Miles - batteria

Brano A7
- Mike Bloomfield - chitarra
- Barry Goldberg - tastiere
- Nick Gravenites - voce
- Peter Strazza - sassofono tenore
- Marcus Doubleday - tromba
- Harvey Brooks - basso
- Buddy Miles - batteria, voce
- Cass Elliot - accompagnamento vocale

Brano B1
- Mike Bloomfield - chitarra
- Barry Goldberg - tastiere
- Nick Gravenites - voce
- Herbie Rich - sassofono tenore
- Peter Strazza - sassofono tenore
- Marcus Doubleday - tromba
- Harvey Brooks - basso
- Buddy Miles - batteria

Brano B2
- Mike Bloomfield - chitarra
- Barry Goldberg - tastiere
- Herbie Rich - sassofono tenore
- Peter Strazza - sassofono tenore
- Marcus Doubleday - tromba
- Harvey Brooks - basso
- Buddy Miles - batteria, voce

Brano B3
- Mike Bloomfield - chitarra
- Barry Goldberg - tastiere
- Nick Gravenites - voce
- Herbie Rich - sassofono tenore
- Peter Strazza - sassofono tenore
- Marcus Doubleday - tromba
- Harvey Brooks - basso
- Buddy Miles - batteria

Brano B5
- Mike Bloomfield - chitarra
- Barry Goldberg - pianoforte elettrico
- Al Kooper - organo
- Harvey Brooks - basso
- Eddie Hoh - batteria

Brano C1
- Mike Bloomfield - chitarra
- Barry Goldberg - pianoforte elettrico
- Al Kooper - organo
- Harvey Brooks - basso
- Eddie Hoh - batteria

Brano C2
- Mike Bloomfield - chitarra
- Al Kooper - organo
- John Kahn - basso
- Skip Prokop - batteria

Brano C4
- Mike Bloomfield - chitarra
- Nick Gravenites - voce
- Mark Naftalin - pianoforte
- Ira Kamin - organo
- Noel Jewkis - sassofono tenore
- Snooky Flowers - sassofono baritono
- John Wilmeth - tromba
- John Kahn - basso
- Dino Andino - congas

Brano C5
- Mike Bloomfield - chitarra
- Ira Kamin - pianoforte

Brano D1
- Mike Bloomfield - chitarra
- John P. Hammond - voce
- Dr. John - pianoforte
- Jerome Jumonville - sassofono tenore, sassofono alto
- Blue Mitchell - tromba
- James Gordon - sassofono baritono
- Chris Ethridge - basso
- Fred Staehle - batteria

Brano D2
- Mike Bloomfield - pianoforte

Brano D3
- Mike Bloomfield - chitarra, voce
- Barry Goldberg - organo
- Mark Naftalin - pianoforte
- Roger Troy - basso
- George Rains - batteria

Brano D4
- Mike Bloomfield - chitarra
- Barry Goldberg - organo
- Mark Naftalin - pianoforte
- Roger Troy - basso, voce
- George Rains - batteria

Brano D5
- Mike Bloomfield - chitarra
- Ray Kennedy - voce
- John McFee - pedal steel guitar
- Mark Naftalin - pianoforte
- Roger Troy - basso
- George Rains - batteria

Brano D6
- Mike Bloomfield - chitarra